# Przeworsk (gmina)
La gmina de Przeworsk est une commune rurale (gmina wiejska) du sud-est de la Pologne située dans la Voïvodie des Basses-Carpates faisant partie du powiat de Przeworsk. D'une superficie de 90,8 km2, elle comptait 14 892 habitants en 2017. 
Son territoire borde la ville de Przeworsk, qui lui donne son nom et héberge son siège administratif, bien que celle-ci ne fasse pas partie de la gmina. Przeworsk, aussi siège du powiat, se situe à 46 km de Rzeszów la capital régionale.

## Géographie
La gmina borde la ville de Przeworsk et les gminy de Białobrzegi, Gać, Jarosław, Kańczuga, Łańcut, Pawłosiów, Tryńcza et Zarzecze.